# Tropischer Sturm Katrina (1999)
Der Tropische Sturm Katrina war ein schwacher tropischer Wirbelsturm gegen Ende der atlantischen Hurrikansaison 1999. Katrina war der elfte benamte Sturm der Saison.
Katrina bildete sich über der südwestlichen Karibischen See und war nur kurz ein tropischer Sturm. Den größten Teil seiner Existenz verbrachte das System als tropische Depression, größtenteils über Land. Es überquerte Mittelamerika genau ein Jahr nach dem katastrophalen Hurrikan Mitch, richtete aber vergleichsweise wenig Schaden an.

## Sturmverlauf

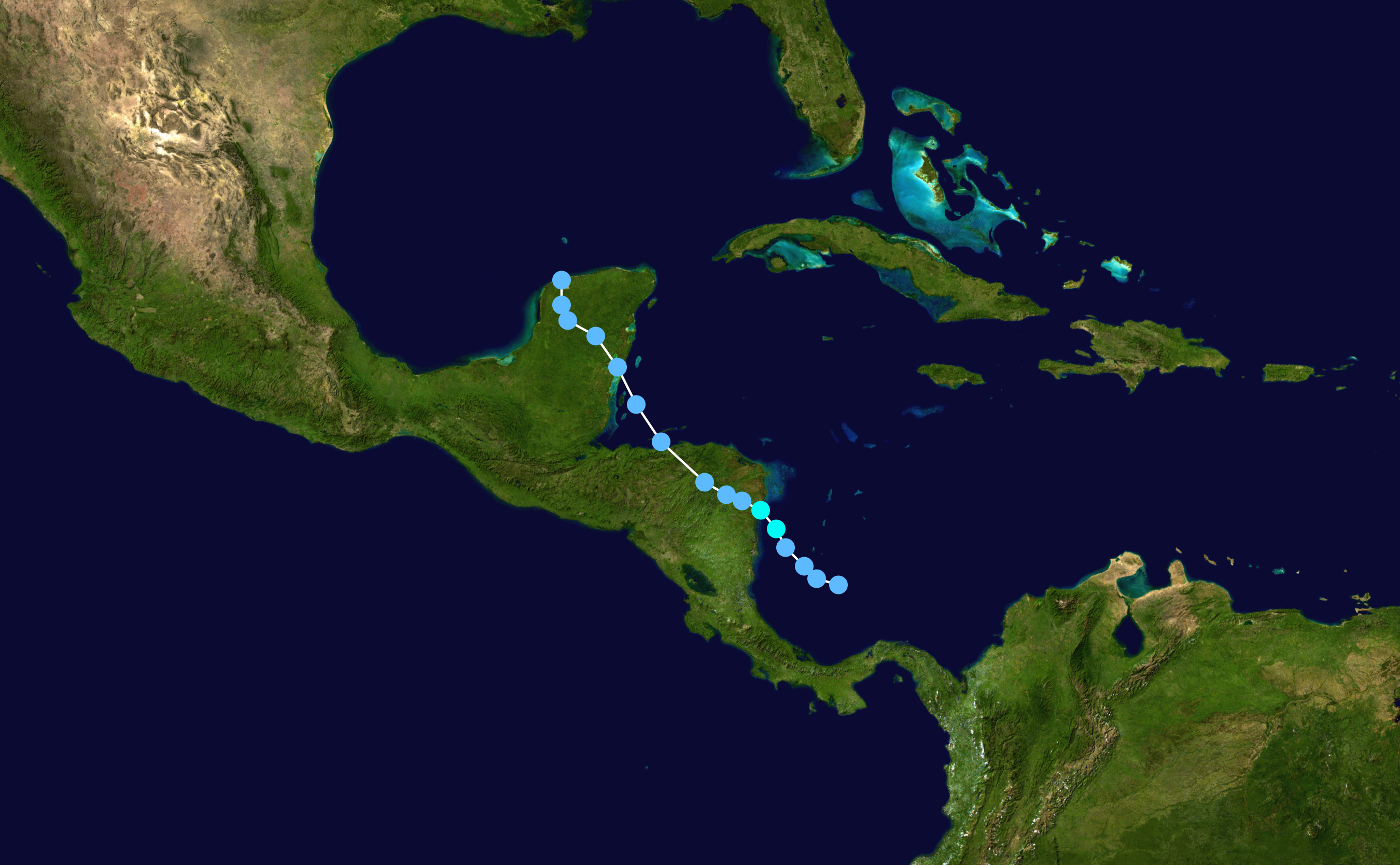
Sturmpfad von Katrina

Das System entstand aus einer schwachen Kaltfront, die sich in der vierten Oktoberwoche 1999 langsam in der westlichen Karibik bewegte. Die Kaltfront löste sich auf, aber während der nächsten paar Tage nahm ein schwaches Tiefdruckgebiet ihren Raum ein. Am 27. Oktober wurde nördlich von Panama eine Zirkulationsbewegung festgestellt, und das System organisierte sich stufenweise besser. Ein Aufklärungsflugzeug startete am Nachmittag des 28. Oktobers in das Gebiet und stellte östlich von Bluefields in Nicaragua eine gut ausgebildete Zirkulation in Bodennähe fest. Deswegen wurde das System zum Tropischen Tiefdruckgebiet Fünfzehn erklärt.
Das System war nicht gut organisiert und der Einfluss der bergigen Landschaft Mittelamerikas bremste jegliche potentielle Entwicklung. Starke Windscherungen aufgrund einer Hochdruckrinne in der Höhe verhinderte ebenfalls die Entwicklung des Systems, als es sich der Küste Nicaraguas näherte. Trotz allem verstärkte sich die Konvektion am Nachmittag des 29. Oktobers kurzzeitig und das Tiefdruckgebiet wurde deswegen vom National Hurricane Center zum Tropischen Sturm Katrina aufgestuft. Nachdem das System nur sechs Stunden den Status eines tropischen Sturmes innegehabt hatte, erreichte es bereits südlich von Puerto Cabezas in Nicaragua das Festland, und der Sturm schwächte sich schon wieder zu einem tropischen Tief ab.
Nach diesem ersten Landkontakt blieb das Tief schlecht organisiert, als es nach Nordwesten wanderte, zum größten Teil über dem Festland. Das Tiefdrucksystem schaffte es, seinen Weg über Nicaragua und Honduras hinweg zu überstehen und gelangte spät am 30. Oktober als ein schwaches tropisches Tief mit Windgeschwindigkeiten von 45 km/h und einem Zirkulationszentrum in den Golf von Honduras. Trotzdem Katrina wieder über dem Wasser war, gelang es dem Tief nicht, erneut an Kraft zu gewinnen und war bei seinem zweiten Erreichen des Festlandes am Morgen des 31. Oktobers an der südöstlichen Spitze Yucatán immer noch ein tropisches Tief. Dieses zog dann langsam über den mittleren Bereich Yucatáns und wurde schwächer, als sich aus dem Golf von Mexiko eine weitere Kaltfront näherte. Das System wurde durch die Kaltfront langsam absorbiert, als Katrina am Vormittag des 1. November den Golf erreichte, und löste sich am Nachmittag völlig auf.

## Vorbereitungen und Auswirkungen
Obwohl Katrina ein schwacher Sturm war, sind die Meteorologen wegen des Systems ziemlich nervös gewesen, weil Mittelamerika genau ein Jahr zuvor durch Hurrikan Mitch verwüstet wurde. Es gab berechtigte Befürchtungen von weiteren Sturzfluten und Erdrutschen im zentralamerikanischen Bergland. Sofort nachdem das tropische Tiefdruckgebiet als solches erklärt wurde, haben die Behörden für Nicaragua die Warnung vor einem tropischen Sturm ausgegeben, die kurz darauf bis zu der kolumbianischen Insel San Andrés ausgeweitet wurde.
Alles in allem waren die durch Katrina verursachten Schäden minimal und es ereigneten sich nur wenige Erdrutsche und kleinere Überflutungen, als der Sturm über Mittelamerika hinwegzog. Nach Schätzungen fielen infolge von Katrina zwischen 250 und 375 mm Regen, wobei auf der östlich von Nicaragua gelegenen Insel San Andres innerhalb von sechs Stunden 91 mm Niederschlag beobachtet wurde. Im Zusammenhang mit dem tropischen Sturm Katrina wurden keine Berichte von Personenschäden bekannt.
Aufgrund des Fehlens wesentlicher Schäden wurde der Name Katrina nicht gestrichen und während der atlantischen Hurrikansaison 2005 wiederverwendet, aber dann aufgrund der katastrophalen Folgen von Hurrikan Katrina gestrichen und durch Katia ersetzt.